# Saarländischer Tennisbund
Der Saarländische Tennisbund e. V. (STB) ist die Dachorganisation für alle saarländischen Tennisvereine. Der in Saarbrücken ansässige Verband beherbergt 170 Vereine mit insgesamt 22649 Mitgliedern.
Der Saarländische Tennisbund wurde 1948 in Saarbrücken gegründet und war damit aufgrund der damaligen politischen Situation des Saarlandes ein nationaler Verband. 1957 erfolgte nach der Eingliederung des Saarlandes in die Bundesrepublik Deutschland die Aufnahme in den Deutschen Tennis Bund. Der Verband ist damit deutlich jünger als die ältesten Vereine in der Region: Der erste Tennisverein im Saarland wurde 1904 in St. Wendel gegründet.

## Bisherige Präsidenten
- Alfred Jensen (1948–1969)
- Helmut Steigleiter (1969–1997)
- Paul Hans (1997–2011)
- Joachim Meier (seit 2011)